# Marcel Schirmer
Marcel „Schmier” Schirmer (ur. 22 grudnia 1966) – niemiecki wokalista i basista. Współzałożyciel grupy muzycznej Destruction. W 1989 roku opuścił zespół i założył formację Headhunter. Od 1999 roku ponownie występuje w grupie Destruction. Przez dziesięć lat Schirmer był właścicielem pizzerii  Barracuda w Istein, jednakże sprzedał firmę w 2006 roku.
Jeden z ulubionych przez muzyka przepisów kulinarnych ukazał się w 2009 roku w książce Hellbent For Cooking: The Heavy Metal Cookbook (Bazillion Points, ISBN 978-0-9796163-7-2). Ponadto w książce znalazły się przepisy nadesłane przez takich muzyków jak: Mille Petrozza (Kreator), Jeff Becerra (Possessed), John Tardy (Obituary) czy Andreas Kisser (Sepultura).

## Dyskografia
| Destruction - Sentence of Death (1984) - Infernal Overkill (1985) - Eternal Devastation (1986) - Mad Butcher (EP, 1987) - Release From Agony (1988) - All Hell Breaks Loose (2000) - The Antichrist (2001) - Metal Discharge (2003) - Inventor of Evil (2005) - D.E.V.O.L.U.T.I.O.N. (2008) - Day of Reckoning (2011) |  | Headhunter - Parody of Life (1990) - A Bizarre Gardening Accident (1992) - Rebirth (1994) - Parasite of Society (2008) Gościnnie - Eternal Gray - Kindless (2002) - Elvenking - The Winter Wake (2006) - Nuclear Blast Allstars - Into the Light (2007) - Debauchery - Continue to Kill (2008) - Bassinvaders - Hellbassbeaters (2008) - Holy Moses - Agony of Death (2008) - Gurd - Your Drug Of Choice (2009) |

## Instrumentarium
Źródło.
- Trace Elliot Bass Amp 450W
- Sans Amplifier
- Boss Noisegate
- Ampeg 8x10 Classic Cabinets
- Custom made Dean Flying V

## Filmografia
- Black Metal: A Documentary (2007, film dokumentalny, reżyseria: Bill Zebub)